# روابط ایران و پرتغال
روابط دیپلماتیک جمهوری پرتغال و جمهوری اسلامی ایران به قرن شانزدهم و پس از تأسیس دولت پرتغالی هند برمی گردد.

## تاریخ

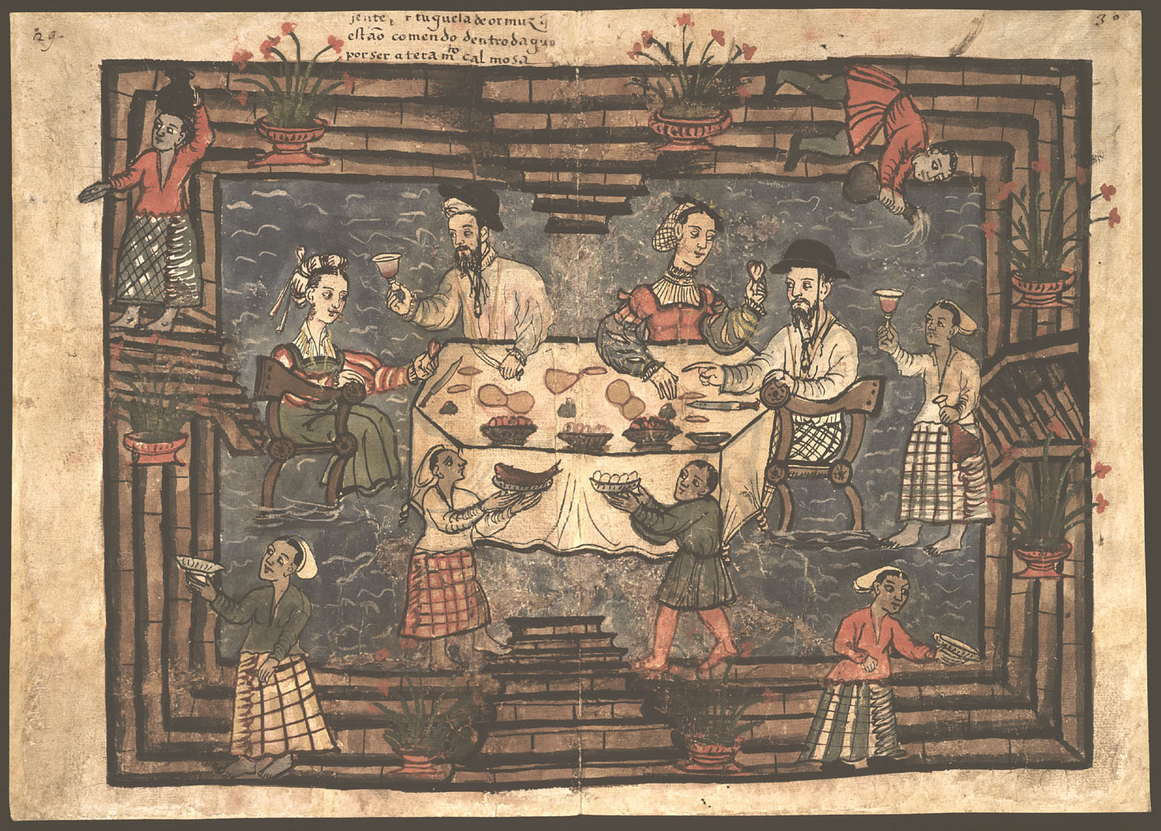
ساکنان پرتغالی هرمز در حدود ۱۵۴۰

اولین تعاملات بین پرتغال و ایران به قرن شانزدهم، در دوره سلسله صفویه برمی گردد، زمانی که یک ناوگان پرتغالی به رهبری آلفونسو دو آلبوکرکی در سال ۱۵۰۷ به هرمز یورش برد و شهر را تصرف کردند. از آن لحظه به بعد، دو کشور دوره‌ای از تعامل شدید را با سفارت‌خانه‌ها و فرستادگان متعدد از سوی دو ملت آغاز کردند. در سال ۱۵۱۳، آفونسو دو آلبوکرکی، به عنوان فرماندار هند پرتغالی، میگل فریرا و ژائو فریرا را به عنوان سفیران نزد شاه اسماعیل به ایران فرستاد.
در طول قرن بیستم، روابط دو کشور تجدید شد و اولین کنسولگری پرتغال در تهران در دسامبر ۱۹۳۲ افتتاح شد و به دنبال آن، نمایندگی پرتغال در همان شهر در ۱۱ مه ۱۹۵۶ افتتاح شد که در نهایت تبدیل به سفارت‌خانه شد. در ۱۵ اکتبر ۱۹۵۶، نماینده فوق‌العاده و وزیر مختار پرتغال در آنکارا، لوئیس نورتون دی ماتوس، استوارنامه خود را به عنوان سفیر غیرمقیم در تهران تقدیم کرد و اولین نماینده دیپلماتیک پرتغال در ایران در عصر مدرن شد.
در طول دو دهه اول قرن بیستم روابط دو کشور گرمتر شد، چندین قرارداد دوجانبه به امضا رسید و تعدادی بازدید رسمی توسط مقامات دو کشور انجام شد. در سال ۲۰۰۸ پانصدمین سالگرد روابط دو کشور جشن گرفته شد.

## روابط اقتصادی
دو کشور روابط اقتصادی و تجاری ثابت، اما متوسطی دارند. مجموع کالاهای مبادله شده دو کشور در سال ۲۰۱۹ بالغ بر ۲۱٫۹۹ میلیون دلار بوده‌است که پرتغال ۵٫۲۱ میلیون دلار مازاد داشته‌است.
ایران در سال ۲۰۲۰ با سهمیه ۰٫۰۲ درصد از کل صادرات پرتغال در آن سال، صد و چهارمین مشتری صادرات پرتغال بود، در حالی که در همان دوره با سهمیه ۰٫۰۰۲ درصد از کل صادرات، صد و سی امین صادرکننده کالا به پرتغال بود.
عمده محصولات صادر شده از پرتغال به ایران در سال ۲۰۲۰ محصولات کشاورزی، محصولات غذایی، فلزات معمولی، مواد معدنی و سنگ معدن و ماشین آلات و سایر تجهیزات بوده‌است. در همان سال عمده‌ترین گروه محصولات صادراتی ایران به پرتغال، مواد معدنی و سنگ معدن، محصولات کشاورزی و محصولات شیمیایی بود.

## نمایندگی‌های دیپلماتیک
- پرتغال در تهران سفارت دارد[۵]
- ایران در لیسبون سفارت دارد